# Vákuumcsomagolás
Vákuumcsomagolási eljárás és előnyei
Az ételek eltarthatóságának alapvető problémája a minőségromlás és a korlátozott (általában igen rövid) eltarthatósági idő. A legkevésbé ismert, de bizonyára a leghatékonyabb módszer a vákuumcsomagolási eljárás az ilyen jellegű problémák megoldására.
Az elmúlt évtizedben élelmiszereink modern tartósítási technológiájává a vákuumcsomagolás vált, amely mindössze annyiból áll, hogy a tárolási eszközöket (zacskó, edény stb.) légmentessé teszi, majd azokat hermetikusan lezárja. Az élelmiszerek kémiai és mikrobiológiai reakciók miatt romlásnak indulhatnak, ha fennáll a levegő, a magas hőmérséklet, a nedvesség, a különböző enzimek működésének behatása, illetve mikroorganizmusok bejutásának, valamint bogarak, rovarok behatolásának lehetősége.
Az ételek megromlását elősegítő egyik fő ok a levegőben található oxigén (oxidáció), amely hozzájárul az ételek tápértékének, illatának, zamatának, és más egyéb jellemző tulajdonságainak elvesztéséhez és a termék fogyasztásra alkalmatlanná válásához.
Az oxigén eltávolításával olyan mikroorganizmusok behatolása, mint például a baktériumé vagy a gombáé, megakadályozható, és ez által az élelmiszerek eltarthatósági időtartama megnövekszik (a zsiradékok nem válnak keserűvé, a gyümölcsök nem barnulnak meg, a fagyasztott ételeknek nem lesz utóíze, a húsok nem színeződnek el, és mindezeken túl megtartják eredeti ízüket, zamatukat is).
A vákuumcsomagolást mint tartósítási és frissen tartási eljárást a háztartások is egyre nagyobb számban ismerik fel. Általánosságban elmondható, hogy a vákuum csomagolt friss élelmiszerek, mint a húsok, zöldségek, felvágottak, sajtok, stb. ötször tovább frissen tarthatóak. Fagyasztva  a 3-6 hónap helyett 1,5 évtől akár 3 évig is tárolhatjuk vákuum csomagoltan ételeinket. A vákuumnak, vagyis a légmentes térnek köszönhetően nem lép fel kiszáradás és elkristályosodás, így egy sokkal frissebb állagú és nedvességtartalmát szinte teljesen megőrző zöldséget vagy húsféleséget vehetünk elő a fagyasztóból. Arról nem is beszélve hogy nem lesz ételeinknek az a rossz, mindenki által ismert "hűtő szaga".
Számos gyártó kínál már vákuumcsomagoló készüléket kifejezetten háztartások számára. Ezek az úgynevezett "külsős" készülékek azért kapták ezt az elnevezést, mert a készülékbe csak a vákuumtasak szájnyílását kell befogatni, míg a teljes vákuumzacskó a készüléken kívül helyezkedik el. A készülék így magából a tasakból szívja ki a levegőt. Ezekkel a készülékekkel teljesítménytől függően 08 - 0,94 mbar negatív nyomást tudunk előállítani, amely ugyan közelít de nem tökéletes vákuum. A "külsős" készülékekhez speciális vákuumtasakokra van szükség, amelyek belső oldalai valamilyen módon durvítottak. Ez lehet texturált vagy légbordázott megoldás. Ezek belső felületi egyenetlenségek, amelyek távtartóként funkcionálnak a tasak belső oldalai között, így téve lehetővé a készülék számára a levegő eltávolítását. A háztartási külsős készülékek kivétel nélkül gyárilag a 90 mikrométer vastagságú vákuumfóliákra és vákuumtasakokra vannak beállítva, ezért más vastagságú illetve sima belső felületű tasakokat, mint amilyeneket az ipari kamrás vákuumgépekhez használnak, nem tud kezelni.
A vákuumozás előnyei:
- A vákuumcsomagolás egy nagyon egyszerű folyamat. Általában a terméket egy speciális tasakba csomagoljuk, amely a vákuumozással teljesen körbefogja azt és elzárja az oxigéntől.
- Az összes élelmiszer esetében előnyös ez a csomagolási eljárás, hiszen a természetes elpárolgás okozta nedvesség veszteséget gátolja, így megóvja az ételt a kiszáradástól és segíti megőrizni az élelmiszer egyik alapvetően fontos jellemzőjét: a frissességét.
- A vákuumcsomagolt ételek lefagyasztásakor (-18/-12°C körül) nem lép fel a víz megfagyása közben jelentkező kristályosodási folyamat, mert a levegő a zacskóból eltávolításra került, így az ételeken nem képződnek jégkristályok. A vákuumcsomagolt és lefagyasztott élelmiszer tartósabb lesz, és hosszabb ideig képes megőrizni eredeti színét, illatát és tápértékét.
- A vákuumcsomagolt étel szavatossági ideje nagymértékben megnövekszik, és néhány hét, sőt hónap is lehet, szemben a csomagolatlan ételek néhány napos eltarthatóságával.
- Hosszabb tárolási idő, a termék szavatosságának megőrzésével. Az élelmiszer nem dehidratálódik (friss marad), nem veszít a súlyából és az ízéből
- Megbízhatóbb higiéniai körülmények biztosítása
- A vákuumozáshoz használt műanyag tasakok élelmiszer biztosak, vagyis BPA-mentesek, és mentesek bármilyen más műanyagokban gyakran megtalálható káros anyagoktól.